# ボーイズ・オン・ザ・ラン (銀杏BOYZの曲)
「ボーイズ・オン・ザ・ラン」は、銀杏BOYZの4枚目のシングル。初恋妄℃学園から2009年12月2日に発売。

## 収録曲
1. ボーイズ・オン・ザ・ラン
  - 映画『ボーイズ・オン・ザ・ラン』主題歌。バンドのオフィシャルサイトで「不細工募集」と出演者を公募して撮影したドキュメンタリー風のPVが話題を呼んだ[1]。（最終的にはサイトで募集した人は全体の1割に満たなかった[2]）
2. べろちゅー
  - 世界平和祈願ツアー 2016のMCにて、佳代さんへの懺悔の念を述べているので、佳代さんの事を歌った曲だと思われる。
3. 夢をあきらめないで
  - 岡村孝子のカバー。峯田が映画『ボーイズ・オン・ザ・ラン』の中で、カラオケで熱唱している音声がそのまま収録されている。

作詞作曲：峯田和伸